# Crytea deutera
Crytea deutera är en stekelart som beskrevs av Heinrich 1968. Crytea deutera ingår i släktet Crytea och familjen brokparasitsteklar. Inga underarter finns listade i Catalogue of Life.